# No More Drama (singolo)
No More Drama è un singolo R&B di Mary J. Blige prodotto da Jimmy Jam e Terry Lewis che dà il titolo al quinto album della cantante. Pubblicato come terzo singolo tratto dall'album nel 2002 (secondo singolo in USA), il brano è entrato nella top20 della Billboard Hot 100, ed ha avuto successo in molti altri paesi, diventando uno dei pezzi più conosciuti dell'artista in tutto il mondo. Grazie al videoclip del brano, Blige ha vinto il suo primo MTV Video Music Award.

## Composizione e testo
Il singolo segna un ricongiugimento artistico della cantante con il duo di produttori formato da Jimmy Jam e Terry Lewis (artefici di tutti i successi di Janet Jackson), dopo che questi avevano collaborato con Blige per il suo terzo disco Share My World. Questo è il terzo singolo della cantante prodotto dal duo, dopo Love Is All We Need e Everything, entrambi estratti da Share My World. La canzone usa un sample di Nadia's Theme, un pezzo composto da Barry De Vorzon e Perry Botkin, Jr. negli anni '70 per il western Bless the Beasts and Children, e successivamente usato come tema principale della soap opera Febbre d'amore. Nel testo la cantante fa riferimento alla soap, definendo il suo passato "young and restless" (giovane e irrequieto), il titolo originale della soap è infatti The Young and the Restless. La base musicale è costituita da un piano; durante l'ultimo ritornello è possibile sentire il rumore di un elicottero in volo, chiaro riferimento allo spirito pacifista della canzone. Il brano inizia con un parlato in cui la cantante dice di essere stanca di tutto il dramma che riempie la sua vita e di avere il bisogno di sentirsi libera. Nella terza strofa del brano la cantante afferma che secondo lei solo Dio potrebbe sapere come va a finire la nostra vita, ma poi dice che noi sappiamo come questa inizia, e che quindi tocca a noi scegliere se vincere o perdere; l'artista conclude la strofa dicendo di aver scelto di voler vincere. Il ritornello prega che non ci siano mai più drammi, lacrime, dolori, paure e stress.

## Video
Il video della canzone è stato diretto da Sanji ed è uno dei più impegnati e struggenti della cantante. Nel video vengono presentate tre storie molto drammatiche: la prima riguarda una giovane donna nera vittima di violenza domestica, la seconda un giovane tossicodipendente bianco e la terza un ragazzo ispanico che vede morire il fratello in una sparatoria tra gang rivali. Durante il video lo schermo si divide in 3 parti all'inizio e alla fine per seguire contemporaneamente i tre personaggi, che corrono verso un futuro migliore. 
Il video fa grande uso di soggettive: ad esempio durante la storia della ragazza, l'uomo che la picchia colpisce con la mano la telecamera che poi cade a terra. Il ragazzo ispanico decide di vendicare la morte del fratello, ma quando si reca armato a casa del colpevole si trova di fronte un bambino, e decide allora di abbandonare l'idea. I tre personaggi vengono mostrati nei loro momenti più disperati, come nell'astinenza del ragazzo tossicodipendente (Blige ha avuto in passato parecchi problemi con le droghe). La cantante, con un look molto semplice e minimalista (e i capelli neri dopo molti video di "tutti i colori" ) canta il brano mentre attraversa le strade della città e incrocia i protagonisti delle tre storie. Nell'ultimo ritornello della canzone si ferma davanti alla vetrina di un negozio piena di schermi televisivi che danno in onda un telegiornale: questo tg fittizio reca la scritta "America's New War", e mostra le immagini di varie guerre e combattimenti. Poi queste immagini vengono sostituite dai primi piani di P. Diddy e Mariah Carey che sillabano le parole della canzone, mentre la Blige si dispera e piange di fronte alle immagini di guerra. Mary ha affermato di aver invitato i due artisti nel suo video perché sono due persone che hanno avuto una vita piena di dramma. Il video è chiaramente ispirato ai fatti dell'11 settembre e si schiera contro la guerra.

## Ricezione
Il singolo è entrato nella top40 americana mentre il singolo precedente Family Affair era ancora in classifica. Arrivando alla posizione numero 15, è diventato il quarto singolo della Blige ad essere entrato in top20. Stranamente nelle classifiche R&B, dove la cantante ha sempre dominato con tutti i singoli, è arrivato solo al numero 16, mentre nella Billboard Hot Dance Music/Club Play, la classifica dei brani più suonati nelle discoteche americane, ha avuto talmente successo da arrivare al numero 1, diventando la quarta numero 1 in questa classifica dell'artista, dopo You Bringe Me Joy ('95), Love Is All We Need ('97) e Your Child ('00). Il successo in questa classifica è stato garantito dai remix dance della canzone.
Nel Regno Unito la canzone è addirittura entrata in top10, arrivando al numero 9, un risultato di rilievo se si considera che è il terzo singolo della cantante ad essere entrato nella top10 britannica. Nei Paesi Bassi è arrivato al numero 12 passando 15 settimane in classifica. In Svizzera è stato il secondo singolo della cantante ad entrare in top20, arrivando alla posizione 17 con 9 settimane passate in top40. In Australia è il secondo singolo dell'artista ad essere entrato in top40 invece, fermandosi al numero 30.

## Classifiche
| Classifica (2002)                        | Posizione |
| ---------------------------------------- | --------- |
| Australia                                | 30        |
| Belgio (Fiandre)                         | 36        |
| Belgio (Vallonia)                        | 6         |
| Francia                                  | 42        |
| Germania                                 | 47        |
| Nuova Zelanda                            | 38        |
| Olanda                                   | 12        |
| Svezia                                   | 29        |
| Svizzera                                 | 17        |
| Regno Unito                              | 9         |
| U.S. Billboard Hot 100                   | 15        |
| U.S. Billboard Hot Dance Music/Club Play | 1         |
| U.S. Billboard Hot R&B/Hip-Hop Songs     | 16        |
| U.S. Billboard Top 40 Tracks             | 20        |
| U.S. Billboard Top 40 Mainstream         | 18        |
| U.S. Billboard Rhythmic Top 40           | 23        |

## Tracce
- CD MAXI

1. No More Drama (Radio Edit)- 4:08
2. No More Drama (Twin Disco Experience Remix Edit)- 4:09
3. No More Drama (Thunderpuss Club Anthem Mix)- 9:17

- CD 01

1. No More Drama (Radio Edit)
2. No More Drama (P. Diddy/Mario Winans Remix LP Version)
3. No More Drama (Twin Disco Experience Remix)
4. No More Drama (Video)

- CD 02

1. No More Drama (Radio Edit)
2. Mary Jane (All Night Long)
3. Everything (Album Version)